# Blussangeaux
Blussangeaux é uma comuna francesa na região administrativa de Borgonha-Franco-Condado, no departamento de Doubs. Estende-se por uma área de 2,12 km². Em 2010 a comuna tinha 84 habitantes (densidade: 39,6 hab./km²).